# Wilder (Frankrijk)
Wilder (officieel: Wylder) is een gemeente in de Franse Westhoek, in het Franse Noorderdepartement. De gemeente ligt in Frans-Vlaanderen in het midden van de streek het Houtland. Zij ligt dicht bij de IJzer en bij de samenvloeiing van de IJzer en de Penebeek. Wilder grenst aan de gemeenten Kwaadieper, Westkappel en Wormhout. De gemeente telt ruim 300 inwoners.

## Geschiedenis en naam
Door zijn goede ligging om de IJzer over te steken lag Wilder in de tijd van de Romeinen aan de heerweg tussen Kassel en de Noordzee (waar de heerbaan eindigde in de buurt van het tegenwoordige Tetegem). Hoogstwaarschijnlijk hadden de Romeinen hier een brug gebouwd om de IJzer makkelijker te kunnen oversteken. Belangwekkend is nog dat het vroege ontstaan van Wilder ook blijkt zijn naam want die is van Romeinse oorsprong, wat zeldzaam is in de noordkant van Frans-Vlaanderen omdat het gebied in die tijd voor het grootste gedeelte was overstroomd en daardoor onder water stond (vandaar dat vele dorpjes pas later zijn gesticht, dus na de vestiging van de Franken en daarom een Oudnederlandse naam hebben). Wilder komt van Wilra wat komt van villare, een kleine Romeinse boerderij.

## Bezienswaardigheden
- De Sint-Maartenskerk (Église Saint-Martin), in gotische stijl die in 1829 werd herbouwd. In de kerk vindt men onder andere een schilderij uit 1651 van de school van Jacob Jordaens.
- De kapel van het légion d'honneur (Legioen van Eer) die in 1864 gebouwd werd in opdracht van kolonel De Brenne die er zijn eigen kruis gewijd heeft dat hij ontvangen had na de Slag bij Solferino in 1859

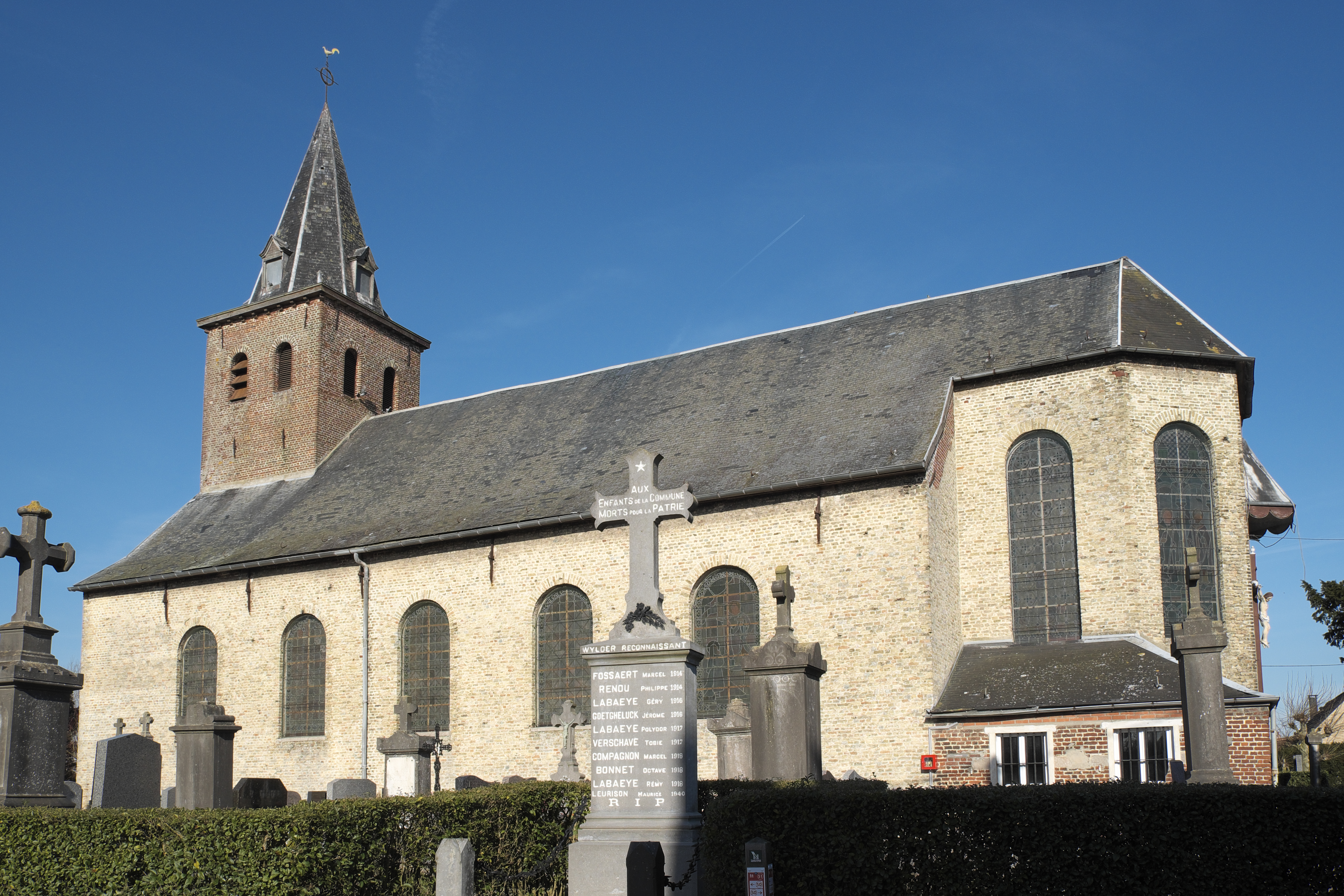
De Sint-Maartenskerk

## Natuur en landschap
Wilder ligt aan de IJzer op een hoogte van 6 tot 22 meter. Wilder ligt aan de noordrand van het Houtland.

## Demografie
Onderstaande figuur toont het verloop van het inwonertal (bron: INSEE-tellingen).

## Nabijgelegen kernen
Herzele, Wormhout, Kwaadieper, Westkappel
Arneke · Bambeke · Bavinkhove · Bissezele · Bollezele · Broksele · Buisscheure · Ekelsbeke · Eringem · Hardefoort · Herzele · Holke · Hondschote · Hooimille · Houtkerke · Killem · Krochte · Kwaadieper · Lederzele · Ledringem · Merkegem · Millam · Nieuwerleet · Noordpene · Ochtezele · Oostkappel · Oudezele · Rekspoede · Rubroek · Sint-Momelijn · Soks · Steenvoorde · Terdegem · Volkerinkhove · Warrem · Waten · Wemaarskappel · Westkappel · Wilder · Winnezele · Wormhout · Wulverdinge · Zegerskappel · Zermezele · Zuidpene
Armboutskappel · Arneke · Bambeke · Bavinkhove · Belle · Berten · Bieren · Bissezele · Blaringem · Boeschepe · Boezegem · Bollezele · Borre · Bray-Dunes · Broekburg · Broekkerke · Broksele · Buisscheure · Drinkam · Duinkerke · Ebblingem · Eke · Ekelsbeke · Eringem · Gijvelde · Godewaarsvelde · La Gorgue · Grand-Fort-Philippe · Grevelingen · Groot-Sinten · Hardefoort · Haverskerke · Hazebroek · Herzele · Holke · Hondegem · Hondschote · Hooimille · Houtkerke · Kaaster · Kapelle · Kapellebroek · Kassel · Killem · Kraaiwijk · Krochte · Kwaadieper · Lederzele · Ledringem · Leffrinkhoeke · Linde · Loberge · Loon · Meregem · Merkegem · Merris · Meteren · Millam · Moerbeke · Niepkerke · Nieuw-Berkijn · Nieuw-Koudekerke · Nieuwerleet · Noordpene · Ochtezele · Okselare · Oostkappel · Oud-Berkijn · Oudezele · Pitgam · Pradeels · Rekspoede · Rubroek · Ruisscheure · Sint-Janskappel · Sint-Joris · Sint-Mariakappel · Sint-Momelijn · Sint-Pietersbroek · Sint-Silvesterkappel · Sint-Winoksbergen · Soks · Spijker · Stapel · Steenbeke · Steenvoorde · Steenwerk · Stegers · Stene · Strazele · Terdegem · Téteghem-Coudekerque-Village · Tienen · Uksem · Vleteren · Volkerinkhove · Waalskappel · Warrem · Waten · Wemaarskappel · Westkappel · Wilder · Winnezele · Wormhout · Wulverdinge · Zegerskappel · Zerkel · Zermezele · Zoeterstee · Zuidkote · Zuidpene
1. ↑  Populations de référence 2022.